# Zona climàtica de resistència

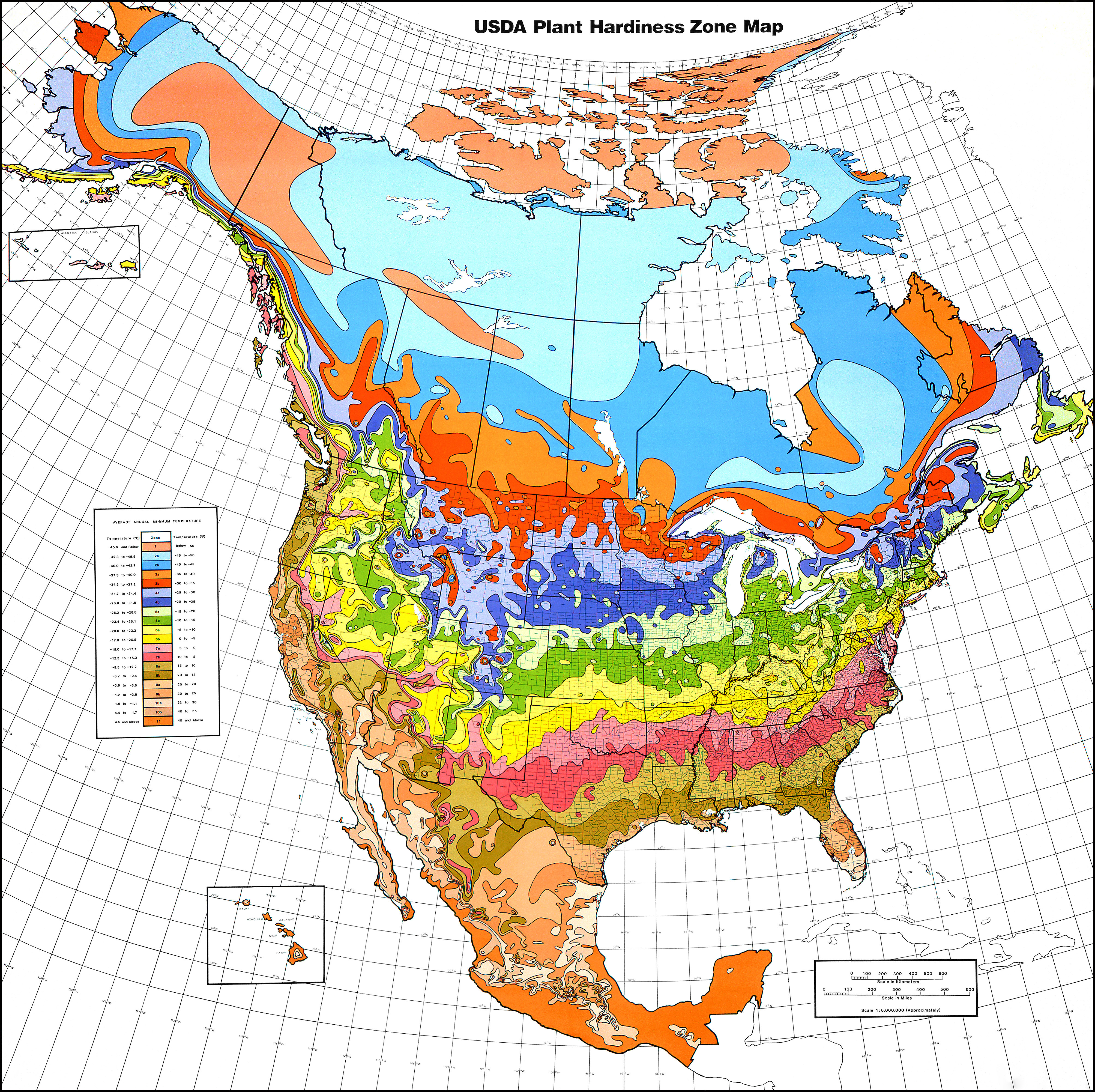
Mapa temàtic de les zones clmàtiques de resistència a Amèrica del Nord

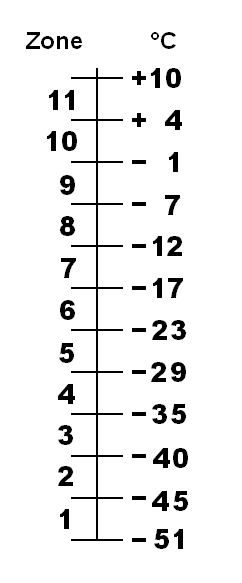
Escala de temperatura de les zones de resistència, d'acord amb el Departament d'Agricultura dels EUA.

Una zona climàtica de resistència o zona de rusticitat (en anglès plant hardiness zone) és una zona geogràfica dins la qual una espècie o varietat de planta és capaç de créixer en les condicions de clima que s'hi presenten. En particular és la capacitat que té una planta d'aguantar les temperatures mínimes d'aquella zona.
Per exemple, una planta descrita com a resistent per a la zona 10 ("hardy to zone 10") vol dir que pot aguantar una temperatura mínima de -1 °C.
Aquest concepte el va desenvolupar als Estats Units el seu Departament d'Agricultura (United States Department of Agriculture, USDA), i ha estat adoptat per altres països.

## Zona de resistència d'algunes ciutats europees[1][2][3]
| Ciutat               | Zona | Ciutat               | Zona |  |
| -------------------- | ---- | -------------------- | ---- |  |
| A Coruña             | 10b  | Alacant              | 10a  |  |
| Amsterdam            | 8    | Andorra la Vella     | 6    |  |
| Anvers               | 8    | Atenes               | 9    |  |
| Barcelona            | 10a  | Belfast              | 9    |  |
| Berlín               | 7a   | Bilbao               | 9b   |  |
| Bratislava           | 5-6  | Bucarest             | 6a   |  |
| Cardiff              | 9    | Castelló de la Plana | 10b  |  |
| Catània              | 10   | Chișinău             | 6    |  |
| Copenhaguen          | 7a   | Cork                 | 9b   |  |
| Derry                | 9    | Dublín               | 9    |  |
| Düsseldorf           | 8    | Edimburg             | 8    |  |
| Estrasburg           | 7    | Gdańsk               | 7    |  |
| Galway               | 9    | Glasgow              | 9a   |  |
| Guardamar del Segura | 10   | Hamburg              | 7    |  |
| Hèlsinki             | 5b   | Istanbul             | 8b   |  |
| Kaliningrad          | 6    | Kíev                 | 5    |  |
| Cracòvia             | 6    | Lisboa               | 10a  |  |
| Ljubljana            | 7    | Lleida               | 9a   |  |
| Londres              | 9a   | Lviv                 | 6    |  |
| Madrid               | 9a   | Málaga               | 10a  |  |
| Marsella             | 9    | Milà                 | 7-8  |  |
| Minsk                | 4-5  | Moscou               | 4    |  |
| Múnic                | 6    | Múrmansk             | 5    |  |
| Nicòsia              | 10b  | Oslo                 | 6    |  |
| Oulu                 | 6    | Palma                | 9b   |  |
| París                | 8a   | Perm                 | 6-7  |  |
| Perpinyà             | 9    | Praga                | 6-7  |  |
| Reykjavík            | 7    | Riga                 | 5    |  |
| Roma                 | 9b   | Rovaniemi            | 4    |  |
| Salses               | 9    | Sant Petersburg      | 5a   |  |
| Santander            | 10a  | Saragossa            | 9    |  |
| Sarajevo             | 7    | Simrishamn (Suècia)  | 8a   |  |
| Sòria                | 8b   | Sofia                | 6    |  |
| Sotxi                | 9    | Estocolm             | 6a   |  |
| Tallinn              | 5    | Tarragona            | 9b   |  |
| Tbilisi              | 8    | Tolosa de Llenguadoc | 8    |  |
| Tórshavn             | 7-8  | Tromsø               | 7    |  |
| Trondheim            | 6    | Tuapse               | 8    |  |
| Umeå                 | 5    | València             | 10a  |  |
| La Valletta          | 11a  | Viena                | 6    |  |
| Vigo                 | 9    | Vílnius              | 5    |  |
| Vorkuta              | 2    | Varsòvia             | 6    |  |
| Erevan               | 6    | Zúric                | 7    |  |